# City of Blinding Lights
City of Blinding Lights jest piosenką rockowej grupy U2, pochodzącą z jej wydanego w 2004 roku albumu, How to Dismantle an Atomic Bomb. Została wydana jako czwarty singel promujący tę płytę i 6 czerwca 2005 roku zadebiutowała na drugim miejscu w Wielkiej Brytanii, utrzymując się na liście przez dziewięć tygodni. Utwór znalazł się także na 16. miejscu najczęściej ściąganych piosenek.
"City of Blinding Lights" w trakcie trasy Vertigo Tour był zazwyczaj utworem otwierającym każdy z koncertów.
W 2006 roku piosenka wygrała nagrodę Grammy w kategorii Best Rock Song.

## Lista utworów

### CD: Island / CID890 (Wielka Brytania)
1. "City of Blinding Lights" (edycja radiowa) (4:11)
2. "All Because of You" (Killahurtz Fly Mix) (5:40)

### CD: Island / CIDX890 (Wielka Brytania)
1. "City of Blinding Lights" (edycja radiowa) (4:11)
2. "The Fly" (na żywo ze "Stop Sellafield") (4:38)
3. "Even Better Than the Real Thing" (na żywo z "Stop Sellafield") (3:50)

### CD: Island / 987 193 3 (Niemcy)
1. "City of Blinding Lights" (edycja radiowa) (4:11)
2. "Out of Control" (na żywo z Brooklyn Bridge) (5:05)

- Singel wydany na 3".

### DVD: Island / CIDV890 (Wielka Brytania)
1. "City of Blinding Lights" (na żywo z Brooklyn Bridge – wideo) (6:53)
2. "Sometimes You Can’t Make It on Your Own" (wokalne intro nagane na żywo – wideo) (4:40)
3. "City of Blinding Lights" (wersja albumowa) (5:46)

## Pozycje

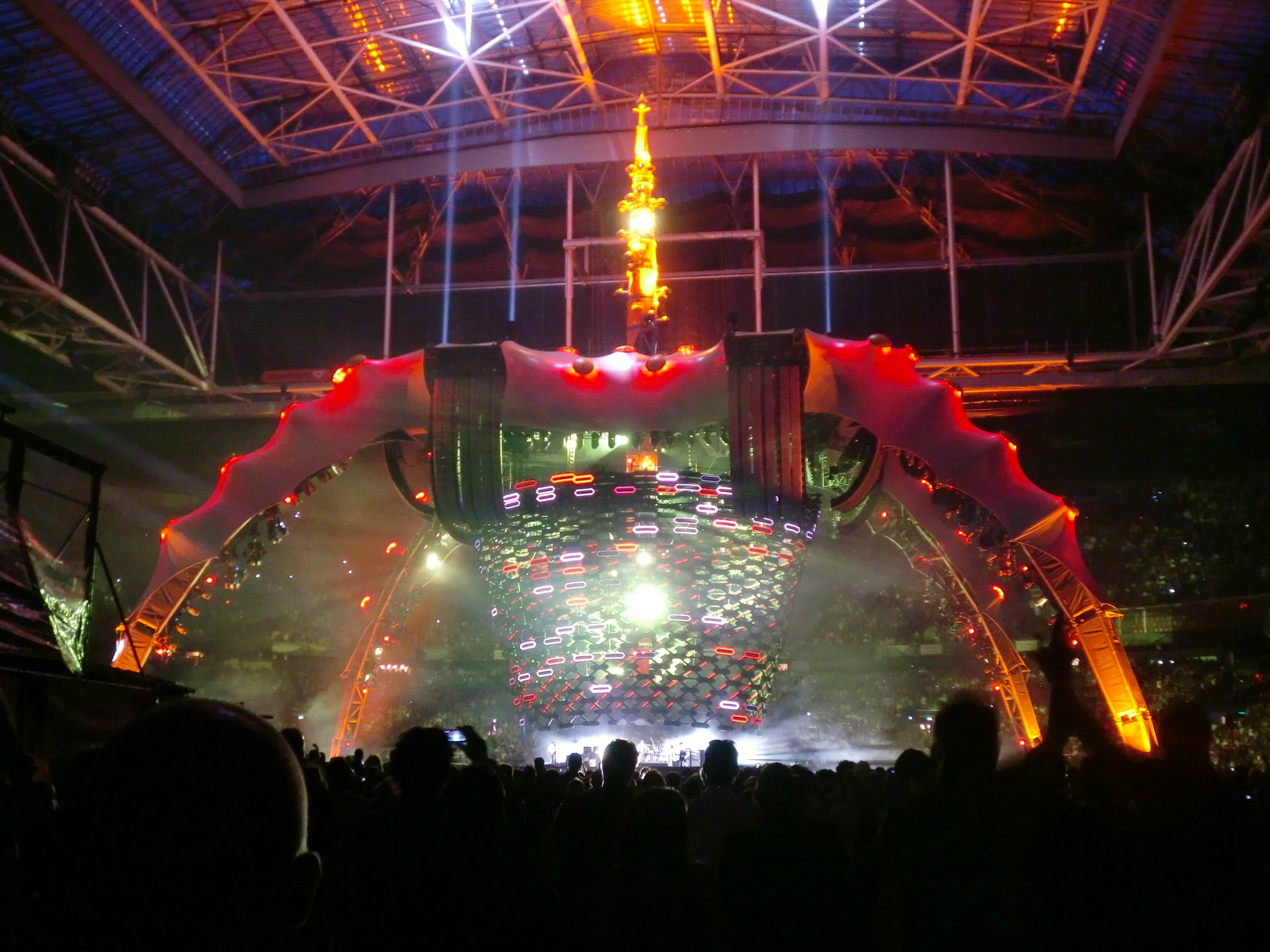
Wykonanie City of Blinding Lights w Amsterdamie podczas trasy U2 360° Tour

| Kraj/Lista (2005)                          | Pozycja |
| ------------------------------------------ | ------- |
| Chile                                      | 1       |
| Hiszpania                                  | 1       |
| Portugalia                                 | 1       |
| Dania                                      | 2       |
| Holandia                                   | 2       |
| Kanada                                     | 2       |
| Wielka Brytania                            | 2       |
| Łotwa                                      | 5       |
| Irlandia                                   | 8       |
| Szwecja                                    | 8       |
| Australia                                  | 31      |
| Stany Zjednoczone (Billboard Adult Top 40) | 40      |